# Lucjan Mianowski
Lucjan Mianowski (ur. 2 lutego 1933 w Strzemieszycach Wielkich, zm. 23 lipca 2009 w Poznaniu) – polski malarz i grafik, prof. zw. Wydziału Grafiki Akademii Sztuk Pięknych w Poznaniu.
W 1950 rozpoczął studia na krakowskiej Akademii Sztuk Pięknych w pracowni plakatu prowadzonej przez Macieja Makarewicza, a kontynuował u Konrada Srzednickiego w pracowni litografii. W 1955 miał miejsce debiut Lucjana Mianowskiego, wystawiał swoje prace na Ogólnopolskiej Wystawie Młodej Plastyki „Przeciw wojnie – przeciw faszyzmowi” w Warszawie Dyplom z wyróżnieniem otrzymał w 1956, a trzy lata później dzięki stypendium rządu francuskiego wyjechał do Paryża aby studiować w Ecole Nationale Superieure des Beaux-Arts. Był uczniem Pierre’a Clarina w pracowni litografii, studia trwały od 1959 do 1960 i od 1963 do 1964. W 1964 wyjechał tworzyć do Skandynawii i przebywał tam rok, po czym powrócił do kraju i został wykładowcą litografii na poznańskiej Akademii Sztuk Pięknych. W 1967 wyjechał na pobyt artystyczny do Francji i Algierii, a cztery lata później został nagrodzony za całokształt twórczości przez Ministra Kultury i Sztuki.
Twórczość Lucjana Mianowskiego znajduje się w kolekcjach wielu muzeów i galerii w kraju i poza jego granicami m.in. w Muzeum Narodowego w Warszawie, Krakowie, Bydgoszczy, Poznaniu, Museum of Modern Art w Nowym Jorku, Museum de Arte Moderna w Sao Paolo, Muzeum Sztuki Współczesnej w Tokio, Moderna Museet w Sztokholmie, Library of Congress w Waszyngtonie, Bibliothèque nationale de France w Paryżu, Albertina w Wiedniu i innych.

## Odznaczenia
- 1985:  Krzyż Kawalerski Orderu Odrodzenia Polski.